# Lucy Kibaki
Lucy Muthoni Kibaki (1940 - 26 de abril de 2016) fue una maestra keniana, esposa del expresidente keniano anterior Mwai Kibaki y ex primera dama de Kenia de 2002 a 2013.

## Biografía
Lucy Muthoni nació en 1934 al Rev. John Kagai, un pastor del Presbyterian Iglesia de África del Este y Rose Nyachomba, en Mukurwe-ini, condado Nyeri , Monte Kenia. Fue educada en el Instituto de Chicas de la Alianza, después entrenado como profesora, trabajando primero en Kamwenja Universidad de Profesores y más tarde en Kambui Universidad en Kiambu, donde después de un tiempo llegó al puesto de directora.
Conoció a Mwai Kibaki en 1960. Después de dos años juntos, el par se casó en 1962, con Lucy renunciando su carrera de enseñanza en 1963. Tuvieron cuatro niños: Judy Wanjiku, Jimmy Kibaki, David Kagai y Tony Githinji. Kibaki era un patrón de la Asociación de Guías de Chica de Kenia.
Lucy murió el 26 de abril de 2016 en Bupa Cromwell Hospital en Londres, después de una hospitalización breve en el Nairobi Hospital por dolores en el pecho. Tenía 82 años.

## Trabajo benéfico
Lucy era reconocida por apoyar a las personas desfavorecidas y discapacitadas. Presidió la Organización de las 40 primeras damas africanas en contra VIH/sida.